# Nicolaas Verkolje

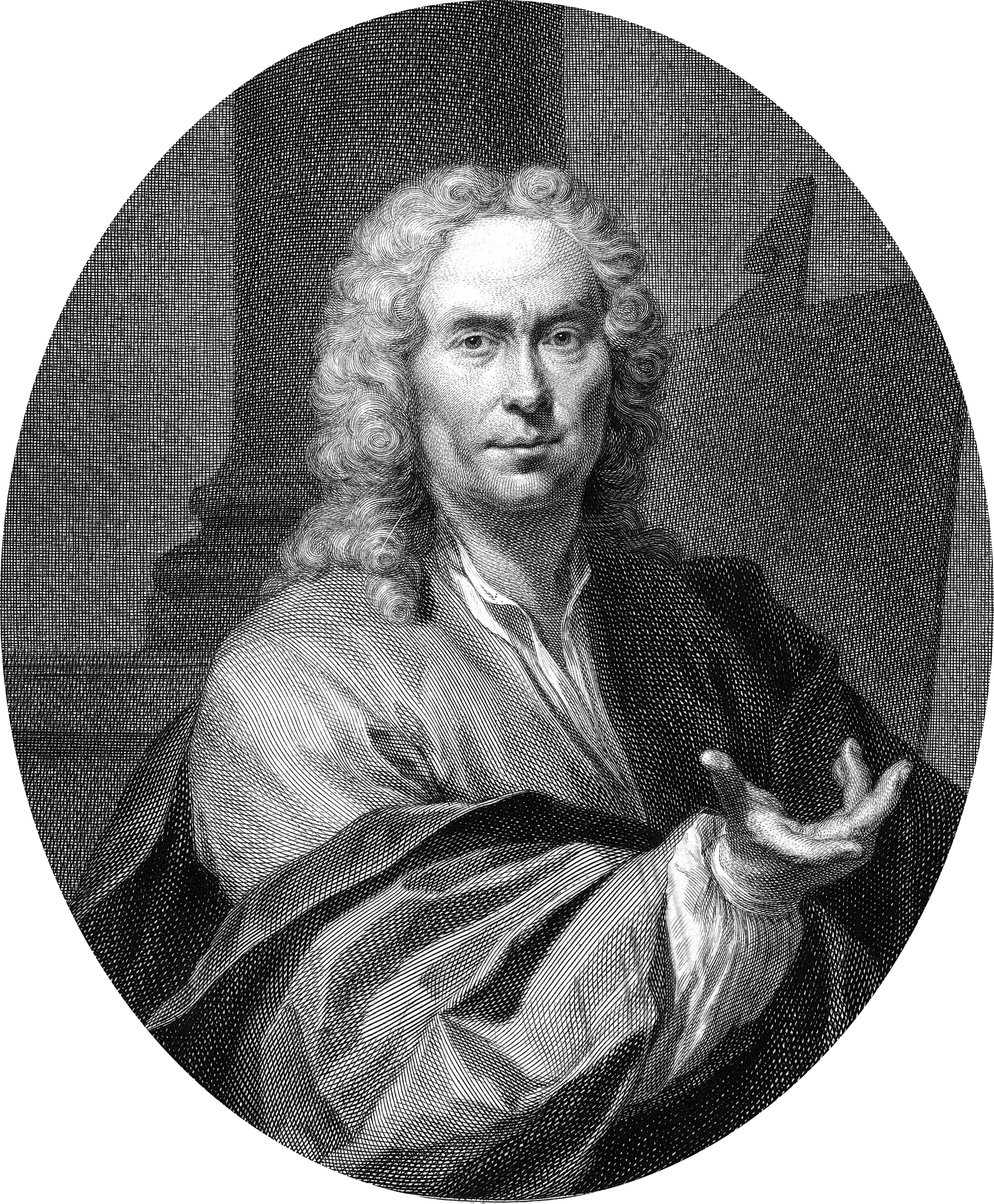
Portret van Nicolaas Verkolje door Jacob Houbraken, ca. 1752

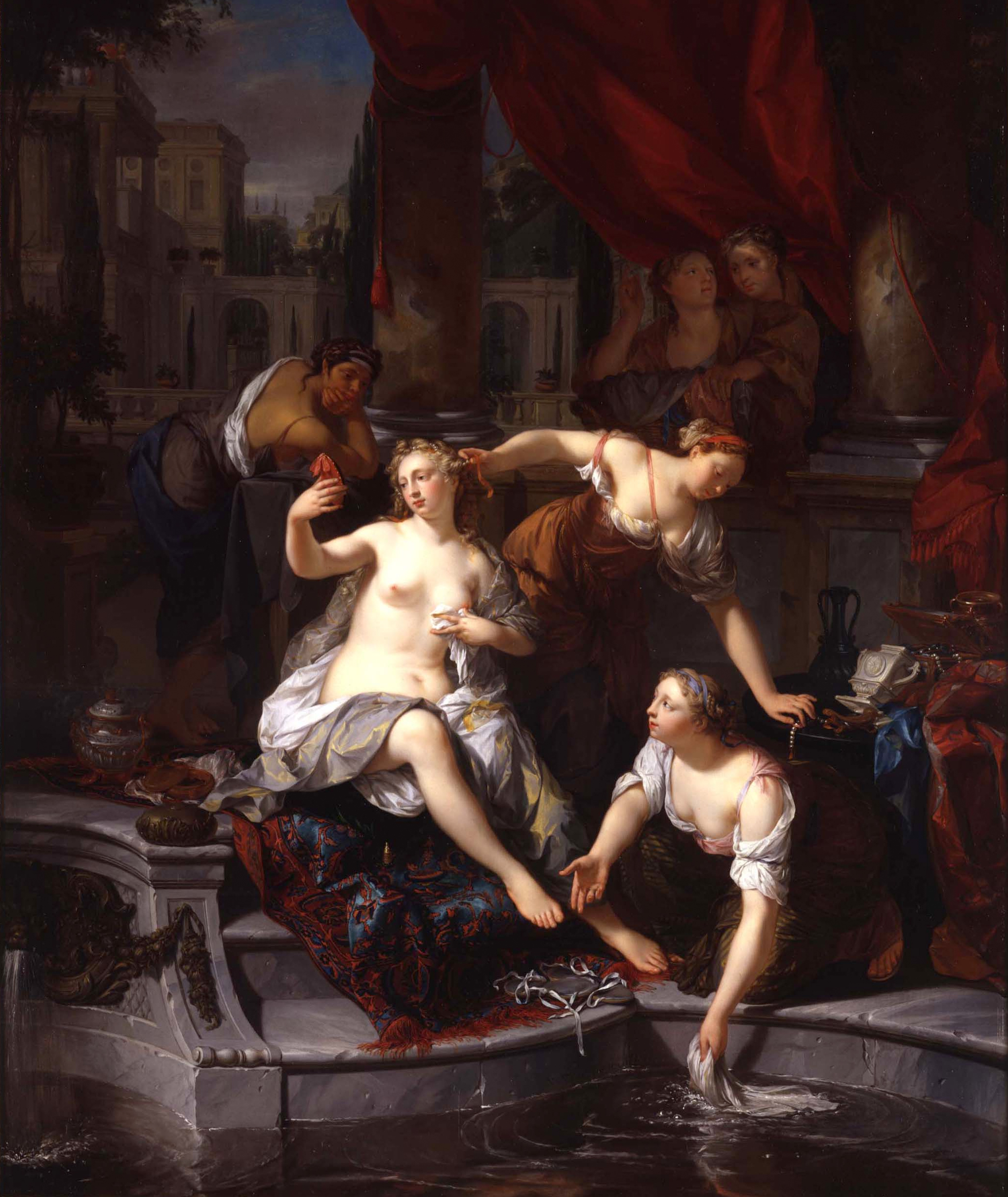
Bathsheba door David bespied tijdens haar toilet, 1716

Nicolaas Verkolje (Delft, 11 april 1673 – Amsterdam, 21 januari 1746) was een Nederlandse kunstschilder.

## Leven
Verkolje was de oudste zoon van Johannes Verkolje en Judith Verheul (of Voorheul). Zijn vader was een portretschilder en lid van het Delftse schildersgilde. Zijn jongere broer Johannes was eveneens kunstschilder. Nicolaas kreeg les van zijn vader. Nadat zijn vader plots overleed in 1693 voltooide Nicolaas de nog lopende opdrachten. Een jaar later verhuisde het gezin naar Amsterdam, waar Nicolaas zich tot een gewaardeerd schilder ontwikkelde. Hij trouwde met Anna Maria Wulffingh en het echtpaar kreeg drie kinderen. Hij woonde met zijn gezin aan de Prinsengracht in de buurt van befaamde kunstenaars als Jacob Houbraken, Isaac de Moucheron en Isaac Walraven. Tot zijn eigen leerlingen behoorde Jan Maurits Quinkhard en Gerrit Zegelaar.
Hij staat bekend als de schilder met de fluwelen hand. Zijn streven naar perfectie maakte dat zijn oeuvre niet heel groot is, maar toch zijn er ongeveer honderd schilderijen, waaronder circa vijftig portretten, dertig historiestukken en twintig genrestukken, bewaard gebleven. Ook tientallen tekeningen en prenten van zijn hand zijn bewaard gebleven. Er hangen werken van hem in het Louvre in Parijs en in de Hermitage in Sint-Petersburg.
In 1718 liep hij malaria op en na 1720 werd hij hardhorend. Verkolje leed de laatste jaren van zijn leven aan jicht. Verkolje overleed op 72-jarige leeftijd en werd begraven in de Zuiderkerk te Amsterdam.

## Werken
Enkele werken van hem zijn:
- Portrait van Willem de Vlamingh
- Europa en de Stier (circa 1735-1740)
- Bathsheba door David bespied tijdens haar toilet (1716)
- Zelfportret (circa 1725)
- Mozes door Farao's dochters gevonden 1740, Rijksmuseum Twenthe, Enschede
- Offerande aan Pan (Ansembourg Museum (Musée d'Ansembourg), Luik)
- Portret van Jacob Sydervelt en David van Mollem
- Portret van Adriaan van Bredehoff, 1727, Westfries Museum, Hoorn

## Tentoonstelling
Het Rijksmuseum Twenthe hield van 5 februari t/m 11 juni 2011 een overzichtstentoonstelling van zijn werk.
- Biblioteca Nacional de España: XX1514097
- Bibliothèque nationale de France: cb14962588m (data)
- Biografisch Portaal: 20186988
- Digitale Bibliotheek voor de Nederlandse Letteren: verk009
- Gemeinsame Normdatei: 104058250
- International Standard Name Identifier: 0000 0001 1937 9434
- KulturNav: 185cfde3-cd38-4773-9fad-0821441e5dc9
- Library of Congress Control Number: nb2003098619
- Nederlandse Thesaurus van Auteursnamen: 091479428
- RKD-Nederlands Instituut voor Kunstgeschiedenis: 80427
- Système universitaire de documentation: 154807966
- Union List of Artist Names: 500004346
- Virtual International Authority File: 95316863
- WorldCat: E39PBJcKK7kC9yVJQ9hPfd7PwC